# 974 (numero)
Novecentosettantaquattro (974) è il numero naturale dopo il 973 e prima del 975.

## Proprietà matematiche
- È un numero pari.
- È un numero composto con 4 divisori: 1, 2, 487, 974. Poiché la somma dei suoi divisori (escluso il numero stesso) è 490 < 974, è un numero difettivo.
- È un numero semiprimo.
- È un numero intero privo di quadrati.
- È un numero odioso.
- È un numero nontotiente (per cui la equazione φ(x) = n non ha soluzione).
- È un numero congruente.
- È parte della terna pitagorica  (974, 237168, 237170).

## Astronomia
- 974 Lioba è un asteroide della fascia principale del sistema solare.
- NGC 974 è una galassia spirale della costellazione dell'Ariete.

## Astronautica
- Cosmos 974 è un satellite artificiale russo.